# Ministerium für europäische Angelegenheiten der Republik Litauen
Das Ministerium für europäische Angelegenheiten der Republik Litauen (lit. Lietuvos Respublikos Europos reikalų ministerija) ist ein ehemaliges Ministerium der Regierung Litauens. Als Europaministerium war es vom 18. Dezember 1996 bis 1998 für die Europapolitik (Europäische Union) in Litauen zuständig.

## Ministerin
- 19. Dezember 1996 – 25. März 1998: Laima Liucija Andrikienė (* 1958)

## Vizeminister
- 1997–1998: Paulius Kulikauskas (* 1964)[2]
- bis 25. Mai 1998: Mindaugas Paunksnis[3]